# Chalaza
En botánica, la chalaza o calaza  es una región del óvulo de las plantas con flores en la que convergen el funículo, la nucela y los tegumentos. Esta zona puede coincidir con la terminación o ramificación de los haces vasculares que penetran en el óvulo.
La chalazogamia es el proceso por el cual el tubo polínico entra al óvulo por la chalaza antes de producirse la doble fecundación. 
Los óvulos se clasifican de acuerdo a las relaciones espaciales entre el funículo, la chalaza y el micrópilo:
- Ortótropo (también denominado átropo o recto), es el óvulo en el cual el funículo, la chalaza y el micrópilo se hallan en la misma línea.
- Anátropo: óvulo que tiene el micrópilo próximo al funículo, y la chalaza del lado opuesto. El funículo está soldado al tegumento formando un engrosamiento alargado llamado rafe, el micrópilo está junto al funículo pero la chalaza está del lado opuesto.
- Campilótropo: o encorvado, es un óvulo curvado en forma tal que la chalaza se halla próxima al funícul